# Термоклин

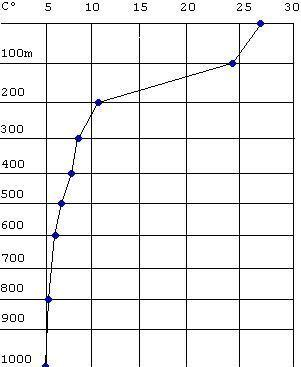
Зависимость температуры от глубины. Слой скачка (термоклин) находится на глубине 100—200 м

Термоклин (др.-греч. θέρμη – тепло, κλίνω – наклонять, отклоняться), или слой температурного скачка — слой воды, в котором градиент температуры резко отличается от градиентов выше- и нижележащих слоев. Возникает при наличии неперемешивающихся слоёв воды с разной температурой. Может иметь мощность от нескольких метров до десятков метров.
Подразделяется на сезонный и глубоководный. Сезонный термоклин возникает и разрушается в течение годового хода температуры, например, при таянии льдов или увеличении стока тёплых вод в море. Обычно располагается на глубинах не более 200 метров. Глубоководный существует постоянно, охватывая толщу воды до 2000 метров.
Рефракция звука в термоклине заметно меняет свои свойства. Часто градиент в нём меняет знак — и тогда выше термоклина рефракция положительна, и звуковые лучи отклоняются к поверхности, а ниже его наоборот отрицательна, и звуковые лучи отклоняются ко дну. Сам слой при этом способен отражать звук, пропуская лишь его малую долю, и таким образом экранировать шумящие объекты (источники звука).
Последнее свойство широко используется в тактике подводных лодок и противолодочных сил. Подводная лодка может скрываться под термоклином. В свою очередь, противолодочные силы могут использовать средства обнаружения, опускаемые под слой скачка.
Скачок температуры, как правило, сопровождается скачком плотности (пикноклин).